# Grammichele
Grammichele (Rammicheli in siciliano) è un comune italiano di 12 294 abitanti della città metropolitana di Catania in Sicilia.
La cittadina, posta alle pendici occidentali dei monti Iblei, con la sua pianta esagonale, è un raro esempio di architettura razionale in Italia.

## Origini del nome
Grammichele è la denominazione della località sulla quale fu costruita la città dove si trasferirono gli abitanti di Occhiolà quando questa fu distrutta dal terremoto del 1693.

## Storia

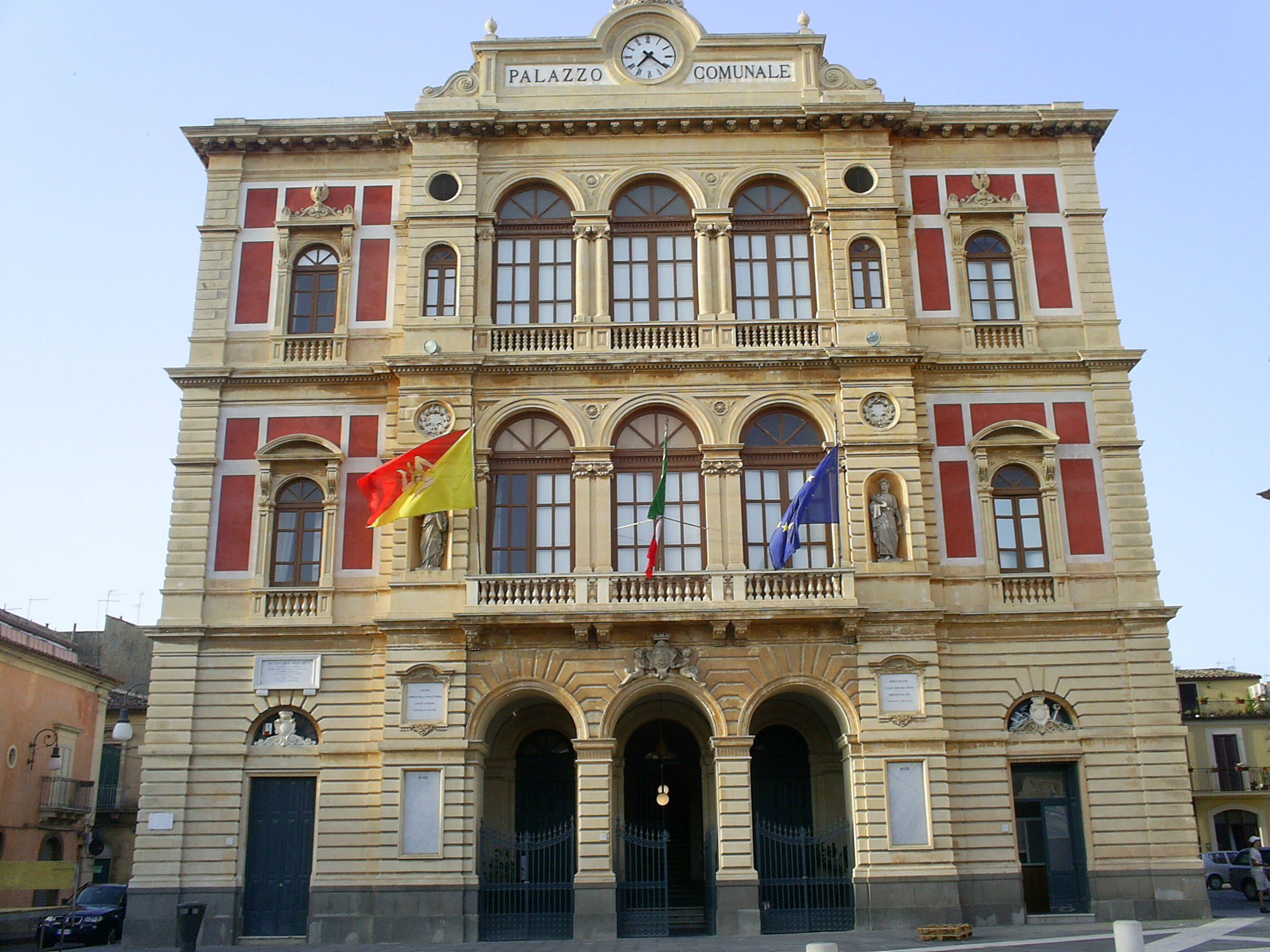
Il municipio

Dopo tre mesi dal terremoto dell'11 gennaio del 1693 che distrusse insieme a molti altri centri del Val di Noto anche Occhiolà (la sicula Echetla o Eketla), il principe Carlo Maria Carafa Branciforte fondava su un suo feudo a circa 2 km dalla collina di Occhiolà l'insediamento di Granmichele o Grammichele.
Opera dello stesso principe, coadiuvato da fra' Michele da Ferla, è la pianta esagonale della nuova città, scelta urbanistica che fu adottata anche ad Avola.
Il perimetro è costituito da un esagono avente al centro una piazza anch'essa esagonale con gli angoli chiusi estesa 8.164,80 m². Cinque arterie anulari si snodano attorno alla piazza centrale, sede della chiesa Madre e del Palazzo Municipale, e da questa si irradiano altre sei arterie perpendicolari alle prime che si immettono in altrettante piazze rettangolari ad angoli chiusi con accesso al centro dei lati.
Queste piazze sono a loro volta generatrici di altrettanti quartieri rettangolari periferici a rete viaria ortogonale disposti tutt'intorno alla zona centrale esagonale.
La mattina del 16 agosto 1905, un corteo organizzato dalle leghe contadine e da alcune società mutualistiche, dopo aver attraversato il centro cittadino, giunse nella piazza centrale. Qui iniziarono a registrarsi disordini poiché alcuni manifestanti, appartenenti alle classi più povere e affamate della popolazione locale, dopo aver assaltato il municipio, avevano incendiato il Casino dei Civili, situato al piano terra dell'edificio. L'obiettivo principale dei dimostranti era quello di distruggere le cartelle esattoriali, simbolo massimo della loro situazione economica senza speranza e dello sfruttamento. Le forze dell'ordine, radunatesi sulla scalinata della chiesa aprirono allora il fuoco uccidendo sette manifestanti. Altri sei ne morirono nei giorni successivi per le lesioni subite. I feriti furono in tutto circa una settantina.

### Simboli
Lo stemma del comune di Grammichele è stato concesso con decreto del presidente della Repubblica del 24 maggio 2005.
(D.P.R. 24.05.2005)
Il gonfalone è un drappo di giallo con la bordatura di rosso.

## Monumenti e luoghi d'interesse

### Architetture civili
- Palazzo Comunale, sede del Municipio. La realizzazione del nuovo palazzo fu deliberata dal sindaco Rosario Vaccaro, nel 1888; del progetto e della direzione delle opere fu incaricato l'architetto milanese Carlo Sada (1849-1924) il cui progetto, però, subì numerose modifiche nel tempo e con le varie amministrazioni che si succedettero. Durante la costruzione del fabbricato si aggiunsero alcune complicazioni di natura geologica che resero necessarie modifiche ulteriori negli scavi di fondazione che, non potendo appoggiare su un supposto banco di tufo che non fu trovato, dovettero spingersi più a fondo di quanto prospettato. Altre difficoltà nacquero nell'utilizzo dei materiali di costruzione che dovettero essere analizzati dal Regio Istituto Tecnico Superiore (oggi Politecnico) di Milano. Risolti i vari problemi la costruzione si rivelò tuttavia resistente, tanto che i terremoti dell'agosto 1898 non scalfirono minimamente l'edificio. La parte esterna del palazzo è ricoperta in pietra da taglio; la zoccolatura in lavica di Militello; il resto della costruzione fu realizzato in calcare tenero proveniente dalle cave di Palazzolo Acreide. Il palazzo fu concepito con una architettura tipica degli edifici pubblici dell'epoca, con l'aggiunta di un portico frontale che richiama le logge in uso in quelle zone. Al termine dei lavori l'amministrazione comunale volle apporre due targhe in marmo a ricordo delle due date principali che si riferiscono alla storia dell'abitato di Grammichele: a destra del portico si legge: «nel 1693 / i rimasti della terra / d'occhiolà / questo altipiano / vennero ad abitare»; a sinistra «nel 1898 / a nuova sede del comune / questo palazzo ergevasi / architetto carlo sada - da Milano»[7]

### Architetture religiose
- Duomo di San Michele Arcangelo e Santa Caterina d'Alessandria.
- Chiesa dello Spirito Santo.
- Chiesa di San Rocco.
- Chiesa di San Leonardo.
- Chiesa di Sant'Anna.
- Chiesa dell'Immacolata Concezione.
- Chiesa di Maria Santissima Addolorata.
- Chiesa di Santa Maria di Lourdes.
- Chiesa di Gesù Adolescente.
- Chiesa di San Raffaele Arcangelo.
- Chiesa di Santa Maria Maggiore.
- Chiesa di San Giuseppe.

## Società

### Evoluzione demografica
Grammichele è il quarto comune più popoloso dell'ex Circondario di Caltagirone (dopo Palagonia, Scordia e Caltagirone), e il 23° della Città Metropolitana di Catania. La popolazione raggiunse il proprio massimo nel 1921 (contava poco più di 27.000 abitanti). Ad oggi il comune subisce un trend in negativo. Abitanti censiti

### Lingue e dialetti
La varietà della lingua siciliana parlata in città appartiene al gruppo orientale non metafonetico.

## Cultura
Dal 2022 la città fa parte del progetto del Primo parco mondiale dello stile di vita mediterraneo insieme ad altre 103 città del centro Sicilia.

### Cucina
Uno dei prodotti tipici grammichelesi è la salsiccia al ceppo (sasizza ô ceppu). La lavorazione della carne non avviene per tritatura meccanica ma è realizzata al ceppo, una grande base circolare concava di legno, all'interno della quale viene lavorata a fil di coltello la carne lasciata volutamente a pezzetti e condita prevalentemente con sale e pepe nero.
Legato a questo prodotto è la Sagra della salsiccia, che viene festeggiata tra il 6 e l'8 settembre in concomitanza con la festa del Piano. In quell'occasione, i grammichelesi, festeggiando la memoria liturgica della natività della Madonna, associano la degustazione del gustoso prodotto locale alla ricorrenza religiosa.

## Amministrazione
Di seguito è presentata una tabella relativa alle amministrazioni che si sono succedute in questo comune.
| Periodo          | Periodo          | Primo cittadino               | Partito                                   | Carica  | Note                |
| ---------------- | ---------------- | ----------------------------- | ----------------------------------------- | ------- | ------------------- |
| 2 agosto 1988    | 17 ottobre 1989  | Salvatore Giuseppe Canzoniere | Partito Comunista Italiano                | Sindaco | [ 10 ]              |
| 17 ottobre 1989  | 12 giugno 1990   | Michele Altamore              | Democrazia Cristiana                      | Sindaco | [ 10 ]              |
| 12 giugno 1990   | 15 gennaio 1991  | Michele Attaguile             | Democrazia Cristiana                      | Sindaco | [ 10 ]              |
| 11 febbraio 1991 | 30 dicembre 1993 | Michele Altamore              | Democrazia Cristiana                      | Sindaco | [ 10 ]              |
| 29 maggio 1992   | 30 aprile 1993   | Raffaele Gulino               | Partito Socialista Italiano               | Sindaco | [ 10 ]              |
| 15 giugno 1994   | 25 maggio 1998   | Salvatore Giuseppe Canzoniere | lista civica                              | Sindaco | [ 10 ]              |
| 25 maggio 1998   | 27 maggio 2003   | Salvatore Giuseppe Canzoniere | centro-sinistra                           | Sindaco | [ 10 ]              |
| 27 maggio 2003   | 17 giugno 2008   | Giuseppe Compagnone           | Movimento per le Autonomie, centro-destra | Sindaco | [ 10 ]              |
| 17 giugno 2008   | 13 giugno 2013   | Giuseppe Compagnone           | centro-destra                             | Sindaco | [ 10 ]              |
| 13 giugno 2013   | 18 dicembre 2015 | Salvatore Giuseppe Canzoniere | lista civica                              | Sindaco | Mozione di sfiducia |
| 4 gennaio 2016   | 5 giugno 2016    | Filippo Vitale                | commissario straordinario                 | Sindaco | [ 10 ]              |
| 7 giugno 2016    | 10 ottobre 2021  | Giuseppe Maria Purpora        | Movimento 5 Stelle                        | Sindaco | [ 10 ]              |
| 16 ottobre 2021  | in carica        | Giuseppe Greco                | Lista civica                              | Sindaco | [ 10 ]              |

## Sport

### Calcio
La principale squadra di calcio della città è l'A.S.D. EsaSport Grammichele Calcio che milita nel girone unico di 3ª Categoria della provincia di Ragusa. I colori sociali sono: azzurro e bianco, giallo e rosso. La squadra gioca nello Stadio comunale della città.

### Ciclismo
Il paese ha ospitato più volte il passaggio del Giro d'Italia, l'ultima delle quali l'8 maggio 2018 in occasione della quarta tappa Catania-Caltagirone della 101ª edizione.